# 宁波中学
宁波中学，又稱浙江省宁波中学，是位于中华人民共和国浙江省宁波市的一所寄宿制高中，始创于清光绪二十四年（1898年），历经储才学堂、宁波府中学堂（宁波府师范学堂）、浙江省立四中（省立四师）、省立宁中、宁波一中等时期至今，是近代浙东最早的新式中等教育机构之一，亦是宁波地区现存重点中学中历史最悠久和唯一建校于19世纪者。1995年入选浙江省首批一级重点中学，2014年入选浙江省首批普通高中一级特色示范学校。

## 历史

### 储才学堂／宁波府中学堂、宁波府师范学堂时期

#### 储才学堂／宁波府中学堂
1895年洋务派后期代表人物、湖广总督张之洞上奏《创设储才学堂折》，提出“经国以自强为本，自强以储才为先”，倡设新学。1897年宁波知府程云俶与地方贤达严信厚、汤仰高、陈汉章等以“革新图强，储备人才”为宗旨，筹建宁波中西学堂，以月湖湖西崇教废寺为校舍，杨敏曾为监堂，盛炳纬拟学堂章程。同年5月间经正试、补试，录取考生30人，6月14日开堂始学，仿上海方言馆设译学、算学、格致、经学、史地、词章、舆地等科；次年正式定名宁波储才学堂。1904年更名宁波府中学堂，由官府拨款。1907年学堂迁至城南新建校址，张之洞亲为题写校碑，一时声誉鹊起，时人誉为“浙东第一校”。

#### 宁波府师范学堂
1905年，宁波地方名绅张美翊、陈训正等与宁波知府俞兆藩发起筹建宁波府师范学堂，以湖西月湖书院为址，张美翊为首任监堂。学堂完全科设修身、教育学、中国文学、算学、博物、理化、习字、图画和体操等，修业年限五年；简易科减少读经、讲经习字等课，修业年限一年。学生在学时无需交纳学费，但毕业后若不肯尽从事教职的义务则须补缴学费。宁波府师范学堂开创了浙省师范教育之先河（比杭州女子师范学堂和浙江两级师范学堂分别早一年和三年）。

### 浙江省立第四中学时期
宣统三年（1911年）宁波府中学堂改为浙江省立第四中学。民国元年（1912年）宁波府师范学堂改为宁波师范学校，次年更名浙江省立第四师范学校。
1916年8月22日，孙中山访问宁波，应省立四中时任校长励延豫（建侯）邀请，下午访省立四中并向宁波各界人士作《地方自治》演讲，当晚下榻本校花厅。

## 校友
- 屠呦呦（1951届）
- 张和祺（1954届）
- 倪天增（1956届）
- 贺贤土（1957届）
- 厉立德（1966届）
- 朱海宏（1987届）
- 安妮宝贝（1992届）
- 竺效（1996届）
- 桂晓风